# River Forest (Illinois)

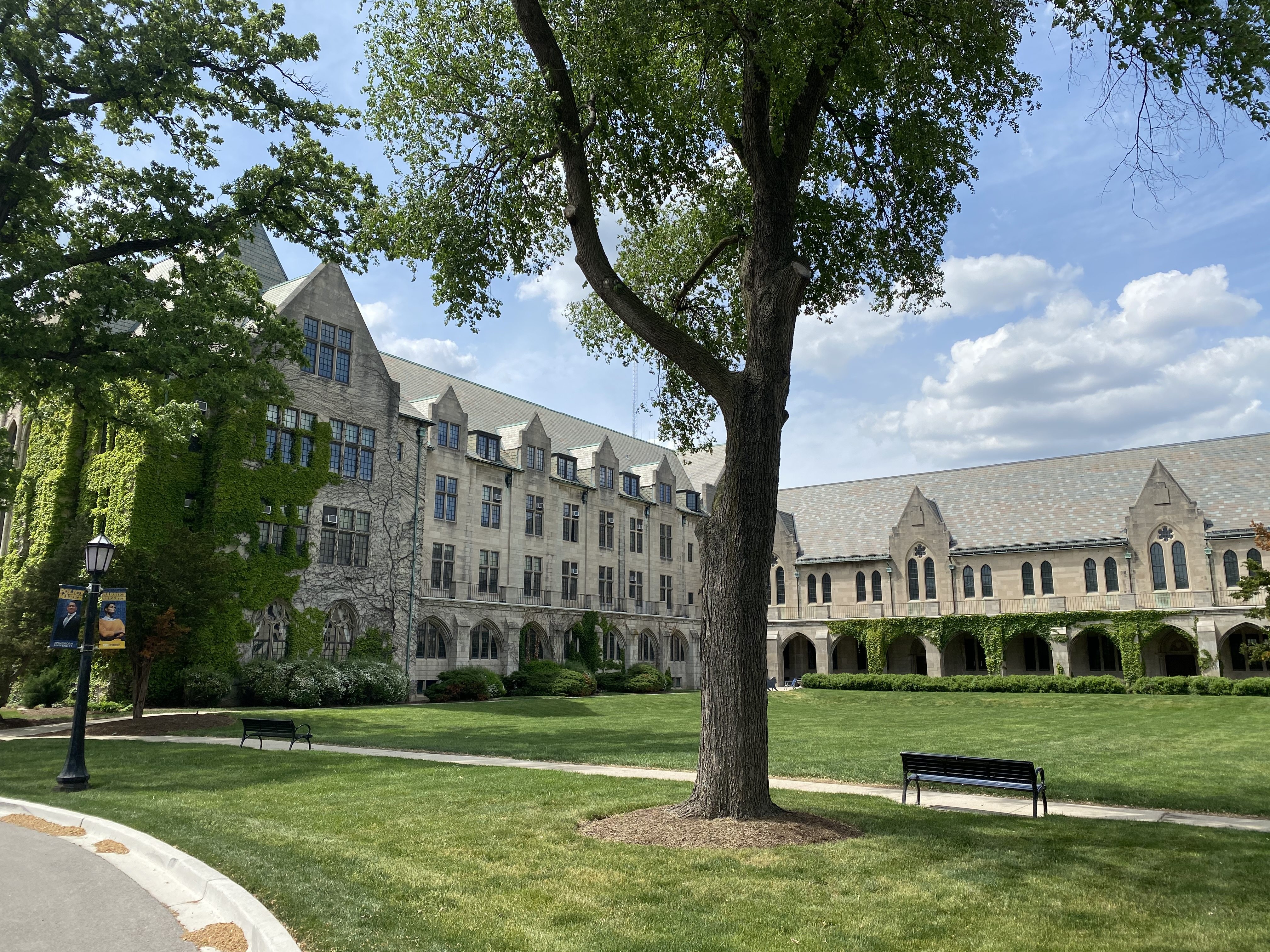
Dominican University

River Forest es una villa situada en el condado de Cook, Illinois, Estados Unidos. Tiene una población estimada, a mediados de 2022, de 11 327 habitantes.
Es un suburbio de la ciudad de Chicago.
Dos universidades, la Dominican University y la Concordia University Chicago, tienen sus sedes en la localidad.
Hay importantes obras arquitectónicas en River Forest, entre las que destaca la Winslow House, de Frank Lloyd Wright.

## Geografía
La localidad está ubicada en las coordenadas 41°53′42″N 87°49′9″O / 41.89500, -87.81917. Según la Oficina del Censo, tiene una superficie de 6.42 km² de tierra y 0.005 km² de agua.

## Demografía
Según el censo de 2020, en ese momento la localidad tenía una población de 11 717 habitantes. La densidad de población era de 1825.08 hab./km².
| Raza                   | Núm.   | Porc.   |
| ---------------------- | ------ | ------- |
| Blancos                | 8543   | 72.91%  |
| Afroamericanos         | 880    | 7.51%   |
| Amerindios             | 14     | 0.12%   |
| Asiáticos              | 939    | 8.01%   |
| De otras razas         | 316    | 2.70%   |
| De una mezcla de razas | 1025   | 8.75%   |
| Total                  | 11 717 | 100.00% |

Del total de la población, el 8.46% eran hispanos o latinos de cualquier raza.